# Prix littéraires du Gouverneur général 1946
Liste des Prix littéraires du Gouverneur général pour 1946, chacun suivi du gagnant.

## Anglais
- Prix du Gouverneur général : romans et nouvelles de langue anglaise : Winifred Bambrick, Continental Revue.
- Prix du Gouverneur général : poésie ou théâtre de langue anglaise : Robert Finch, Poems.
- Prix du Gouverneur général : études et essais de langue anglaise : Frederick Philip Grove, In Search of Myself et A.R.M. Lower, Colony to Nation.